# Prorella ochrocarneata
Prorella ochrocarneata là một loài bướm đêm trong họ Geometridae.